# Alstom LHB Coradia LINT

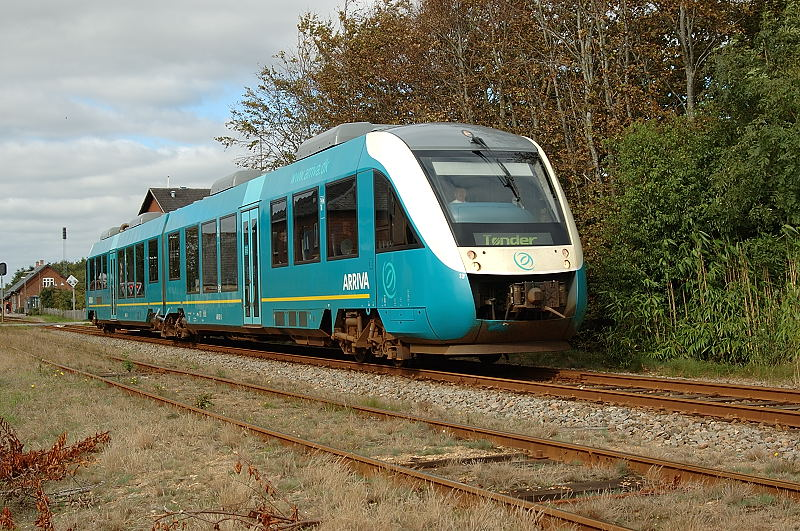
LINT 41

Alstom LHB Coradia LINT är ett dieseldrivet motorvagnståg. 
Finns i varianterna:
- LINT 27, en vagn utan led, 27 m lång.
- LINT 41, två vagnar med led, 41 m lång.

LINT betyder på tyska "Leichter Innovativer Nahverkehrstriebwagen", översatt "Lätt och innovativ lokaltrafikmotorvagn".
De rullar i Tyskland, i Danmark för bland andra Nordjyske Jernbaner och Hornbækbanen, i Nederländerna och i Sverige. Inlandsbanan köpte 2019 begagnade LINT 41, vilka betecknas Y41.